# Убийствен пъзел X
„Убийствен пъзел X“ (на английски: Saw X) е американски филм на ужасите от 2023 г. на режисьора Кевин Гротер, а сценарият е на Питър Голдфингър и Джош Столбърг. Той е десетият филм от поредицата „Убийствен пъзел“, служи като директно продължение на „Убийствен пъзел“ (2004) и прелюдия на „Убийствен пъзел 2“ (2005). Във филма участват Тобин Бел, Шони Смит, Синове Макоди Лунд, Стивън Бранд, Майкъл Бийч и Рената Вака.
Снимките се провеждат през октомври 2022 г. в Мексико Сити и приключват през февруари 2023 г. Филмът излиза по кината в Съединените щати на 29 септември 2023 г. от Lionsgate.